# Roy Salvadori
Roy Salvadori (12 mai 1922 - 3 iunie 2012) a fost un pilot englez de Formula 1 care a evoluat în Campionatul Mondial între anii 1952 și 1962.
1. 1 2 3 4  Fichier des personnes décédées mirror, accesat în 27 martie 2024
2. ↑  Le Mans Winner Roy Salvadori Dies Aged 90 (în engleză), accesat în 13 iunie 2012